# Lloyd-complex

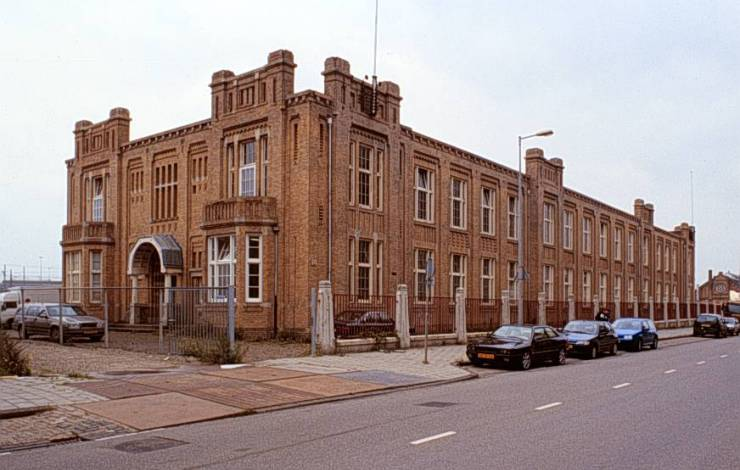
Oostelijke Handelskade 12, Lloyd-Complex, Amsterdam

Het Lloyd-complex is de naam van een verzameling monumentale gebouwen op twee hectare grond aan de Oostelijke Handelskade in het Oostelijk Havengebied van Amsterdam, waar de vracht- en passagiersschepen aanmeerden van de voormalige scheepvaartrederij de Koninklijke Hollandsche Lloyd (KHL).

## Amsterdamse rederij

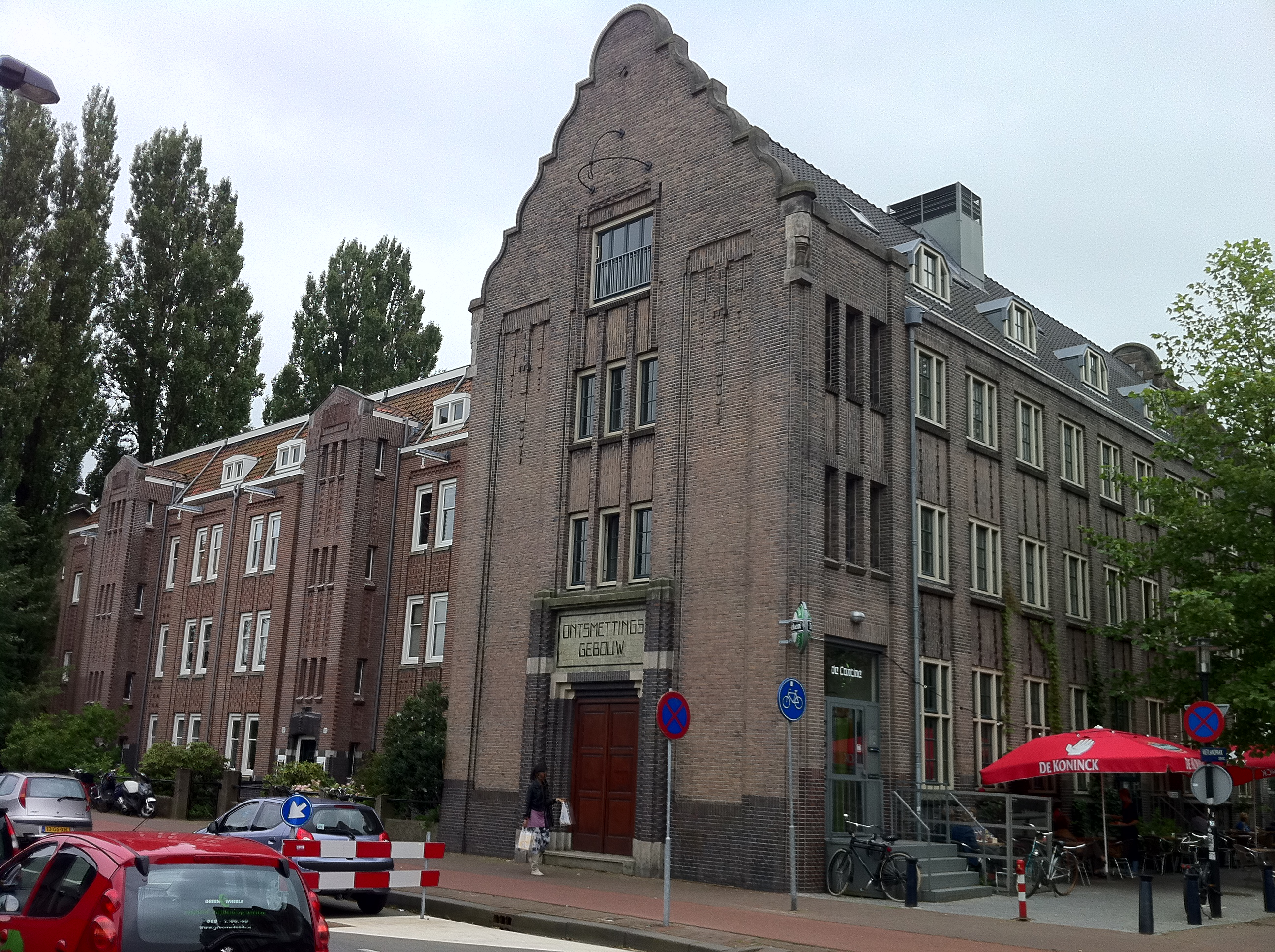
Ontsmettingsgebouw

De Koninklijke Hollandsche Lloyd (KHL) was in de eerste dertig jaar van de twintigste eeuw een van de grote Amsterdamse rederijen. Het bedrijf kwam voort uit de Zuid-Amerika Lijn (ZAL). Ten tijde van de massale migratie van Oost-Europeanen naar Amerika, breidde de vrachtrederij de activiteiten uit naar passagiersvervoer, voornamelijk naar Zuid-Amerika. Oost-Europese emigranten kwamen per trein aan in Amsterdam, en moesten op het Lloyd-complex wachten op het vertrek van de boot, die eens in de drie weken het ruime sop koos.

## Imposante gebouwen

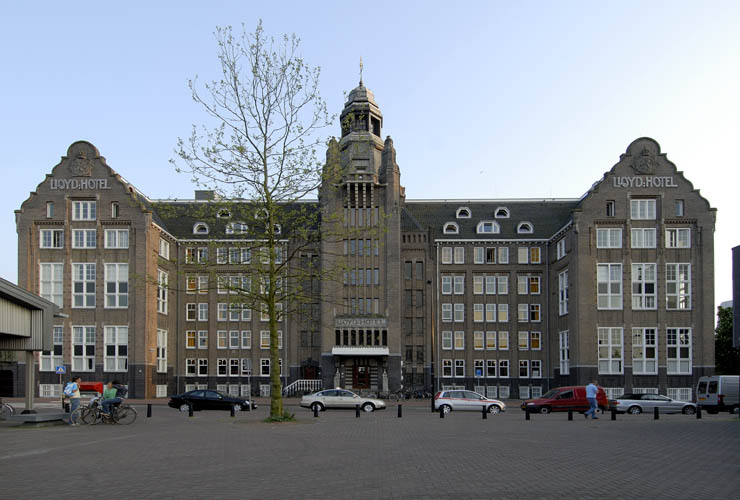
Landverhuizershotel, Lloyd-Complex, Amsterdam

In 1915 bouwde KHL hier twee imposante loodsen, Brazilië en Argentinië geheten, vernoemd naar de bestemming van veel passagiers en herkomst van vracht in die jaren. In 1918 ontwierp de architect Evert Breman een reeks imposante gebouwen in een eclectische stijl, met invloeden van de Amsterdamse School. De blikvanger van het complex was het landverhuizershotel, dat in 1921 werd opgeleverd. Inmiddels is dit hotel beter bekend als Lloyd Hotel.

## Monumenten
De loodsen zijn inmiddels allebei gesloopt. Van loods Brazilië zijn in 1998 alleen het ijzeren skelet en het spantendak hergebruikt bij de bouw van een winkelcentrum op de plek van de voormalige koffie - en cacaoloods Argentinië. Er resteren heden ten dage nog een kantoorgebouw (op nr. 12), woonblokken met personeelswoningen (op nrs. 14-32 en 36-42), het landverhuizershotel, (op nr. 34-34A), het ontsmettingsgebouw (nr. 34B), en een personeelskoffiehuis (nr.44). De panden, gelegen tussen Oostelijke Handelskade nummer 12 tot en met 44 zijn alle rijksmonument.

## Hotel, bedrijfsruimtes en woningen

### Lloyd Hotel
Het hotel was gebouwd voor de opvang van emigranten die uit Oost-Europa op doorreis waren naar Zuid-Amerika. De KHL koos voor deze opvallende architectuur, omdat men het hotel wilde gebruiken als reclame, om clientèle te werven voor de passagierslijn naar Zuid-Amerika. Het pakte minder goed uit, want de passagiersaantallen vielen tegen, en de KHL kwam al snel in financiële problemen.
De overige gebouwen moeten het in de literatuur met minder aandacht stellen, maar zijn architectonisch minstens zo interessant.

### Chefs en onderchefs

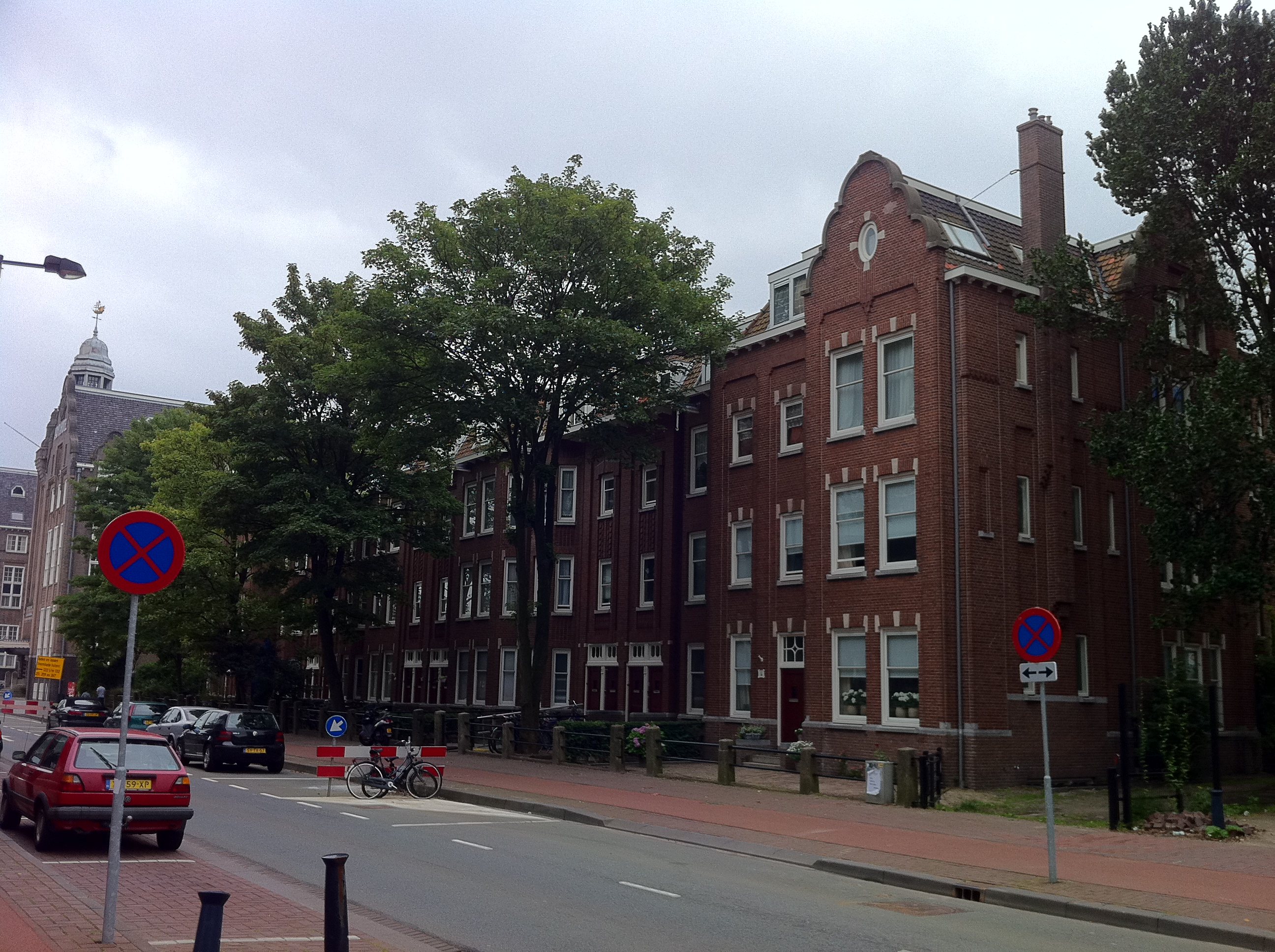
Wooncomplex voor chefs en onder-chefs

Architect Evert Breman ontwierp het wooncomplex op nummer 14 tot 32 voor chefs en onder-chefs van de Koninklijke Hollandse Lloyd. De vier woningen van de chefs bevonden zich in de hoekpaviljoens van het blok. De overige twaalf beneden- en bovenwoningen waren bestemd voor onder-chefs.

### Werklieden en conciërge

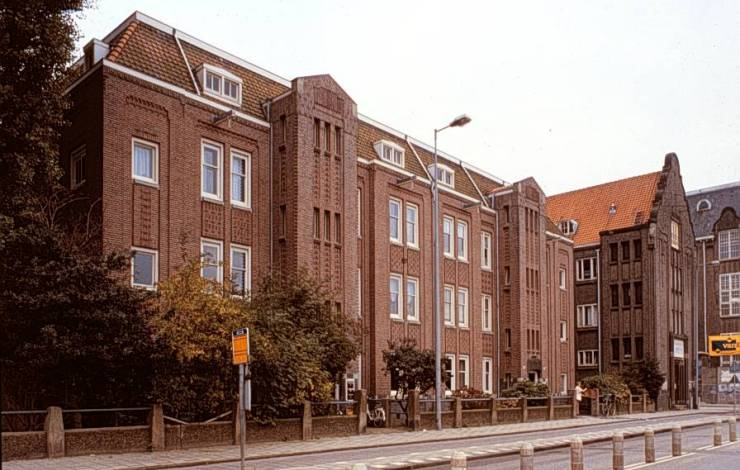
Twaalf etagewoningen op het Lloyd-complex

Even verderop aan de nummers 36-42 ontwierp hij een complex van twaalf etagewoningen. De vierkamerwoningen met keuken en veranda waren bestemd voor de vaste werklieden en de conciërge van de KHL met hun gezinnen.

### Koffiehuis

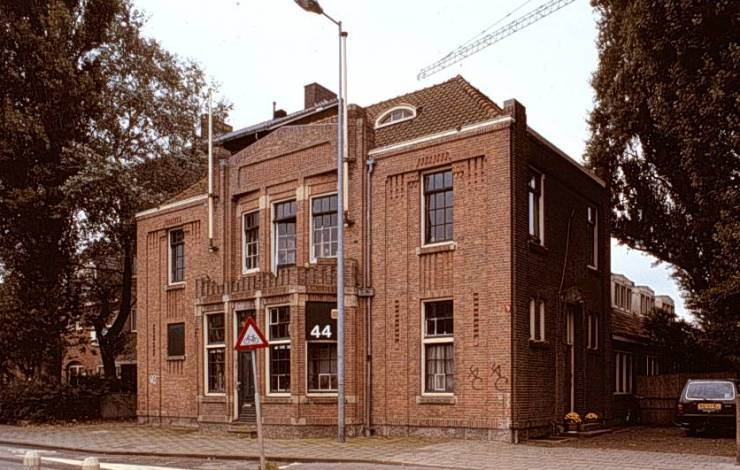
Koffiehuis, Lloyd-Complex, Amsterdam

Het koffiehuis grenst aan dit laatste wooncomplex. Volgens de bouwtekening was het voorste gedeelte bestemd voor civiel personeel terwijl de achterzaal bestemd was voor bootwerkers en minder scheepspersoneel. Op de bovenverdieping was een dienstwoning. Bij de oplevering in 1917 werd het koffiehuis gepacht door de familie van der Meulen. In 1932 stopte de pacht en kwam het gebouw leeg te staan. Het koffiehuis had een publieksfunctie. De achterzaal werd nauwelijks gebruikt. Een keer per week kwam daar het kantoorpersoneel eten. Na de Tweede Wereldoorlog had het koffiehuis verschillende bestemmingen. Na een verbouwing in 2003 kreeg het voorste deel weer zijn oorspronkelijke functie als koffiehuis en restaurant. De achterzaal is in gebruik als multifunctionele ruimte.

## In handen gemeente
Ondanks subsidies van Rijk en gemeente werd KHL in 1936 failliet verklaard. Tegenslagen en mismanagement deden de rederij de das om. De gemeente Amsterdam werd eigenaar van alle vastgoed van KHL aan de Oostelijke Handelskade. Het hotel werd al snel doorverkocht aan het rijk, dat op zoek was naar onderdak voor toenemende aantallen joodse vluchtelingen uit nazi-Duitsland. De omliggende panden van het Lloyd’s complex bleven in beheer bij de gemeente, die de woningen ging verhuren als woonruimte voor arbeiders en hun gezinnen via de Gemeentelijke Woningdienst Amsterdam.

## Van gemeente naar Ymere
In 1965 werd de Gemeentelijke Woningdienst omgedoopt in Gemeentelijke Dienst Volkshuisvesting, waar de bouw en het beheer van de gemeentewoningen in handen kwam van het Gemeentelijk Woningbedrijf Amsterdam. Dit dienstonderdeel werd in 1994 geprivatiseerd in de Stichting Het Woningbedrijf Amsterdam. Tussen 2004 en 2014 fuseerde deze stichting met woningcorporaties in Amsterdam, Almere, Haarlem, Haarlemmermeer, Noord-Kennemerland en Weesp tot de huidige Stichting Ymere, waardoor een van de grootste woningcorporaties van Nederland ontstond. De woningen en bedrijfsruimtes worden daardoor tegenwoordig verhuurd door deze woningcorporatie. De woningen komen ook in aanmerking voor verkoop aan particulieren of zittende huurders, waardoor een enkele woning reeds particulier eigendom is.